# Cavenago d'Adda
Cavenago d'Adda je italská obec v provincii Lodi v oblasti Lombardie.
V roce 2012 zde žilo 2 226 obyvatel.

## Sousední obce
Abbadia Cerreto, Casaletto Ceredano (CR), Corte Palasio, Credera Rubbiano (CR), Mairago, Ossago Lodigiano, San Martino in Strada, Turano Lodigiano

## Vývoj počtu obyvatel
Zdroj: 